# East Lopez (Texas)
East Lopez es un lugar designado por el censo ubicado en el condado de Starr en el estado estadounidense de Texas. En el Censo de 2010 tenía una población de 166 habitantes y una densidad poblacional de 3.052,05 personas por km².

## Geografía
East Lopez se encuentra ubicado en las coordenadas 26°18′31″N 98°38′16″O / 26.30861, -98.63778. Según la Oficina del Censo de los Estados Unidos, East Lopez tiene una superficie total de 0.05 km², de la cual 0.05 km² corresponden a tierra firme y (0%) 0 km² es agua.

## Demografía
Según el censo de 2010, había 166 personas residiendo en East Lopez. La densidad de población era de 3.052,05 hab./km². De los 166 habitantes, East Lopez estaba compuesto por el 100% blancos, el 0% eran afroamericanos, el 0% eran amerindios, el 0% eran asiáticos, el 0% eran isleños del Pacífico, el 0% eran de otras razas y el 0% pertenecían a dos o más razas. Del total de la población el 100% eran hispanos o latinos de cualquier raza.